# Syngamilyta
Syngamilyta är ett släkte av fjärilar. Syngamilyta ingår i familjen Crambidae.
Kladogram enligt Catalogue of Life:
| Syngamilyta | \| \| Syngamilyta leucinodalis \| \| \| \| \| \| Syngamilyta nympha \| \| \| \| |
|             | \| \| Syngamilyta leucinodalis \| \| \| \| \| \| Syngamilyta nympha \| \| \| \| |
|             | Syngamilyta leucinodalis                                                        |
|             |                                                                                 |
|             | Syngamilyta nympha                                                              |
|             |                                                                                 |